# Amselturm
Amselturm är en bergstopp i Schweiz. Den ligger i distriktet Prättigau/Davos och kantonen Graubünden, i den östra delen av landet, 180 km öster om huvudstaden Bern. Toppen på Amselturm är 2 692 meter över havet.